# Holorusia novaeguineae
Holorusia novaeguineae är en tvåvingeart som först beskrevs av de Meijere 1913.  Holorusia novaeguineae ingår i släktet Holorusia och familjen storharkrankar. Inga underarter finns listade i Catalogue of Life.